# Sierra Bermeja (Puerto Rico)
Sierra Bermeja es una cadena montañosa en el suroeste de Puerto Rico. Cubre un área con la Laguna Cartagena, al norte, hasta el mar Caribe al sur. Desde el Bosque de Boquerón hacia el oeste, a La Parguera hacia el este. Consiste en una combinación de rocas volcánicas, completamente atravesadas por fallas serpentinitas y anfibolitas, que bien podrían ser las rocas más antiguas conocida de Puerto Rico. Las montañas fueron utilizados por los taínos como refugio contra los españoles y luego por los contrabandistas durante la colonización española.